# Gampel-Bratsch
Gampel-Bratsch is een gemeente in het Zwitserse kanton Wallis, en maakt deel uit van het district Leuk.
Gampel-Bratsch telt 1.906 inwoners.

## Geschiedenis
De gemeente is op 1 januari 2009 ontstaan door de fusie van de toenmalige zelfstandige gemeenten Bratsch en Gampel.
Agarn · Albinen · Ergisch · Gampel-Bratsch · Guttet-Feschel · Inden · Leuk · Leukerbad · Oberems · Salgesch · Turtmann-Unterems · Varen